# Cymothoe capellides
Cymothoe capellides är en fjärilsart som beskrevs av Holland 1920. Cymothoe capellides ingår i släktet Cymothoe och familjen praktfjärilar. Inga underarter finns listade i Catalogue of Life.